# Deja Vu (올리비아 로드리고의 노래)
deja vu는 미국의 가수 올리비아 로드리고의 노래이다. 게펀 레코드와 인터스코프 레코드를 통하여 2021년 4월 1일, 로드리고의 첫 정규 음반인 “Sour”의 두 번째 싱글로 발매되었다. ‘deja vu’는 2021년 3월 29일 로드리고의 소셜 미디어 계정과 웹사이트를 통해 발매 사실을 발표하였으며, 그로부터 3일 후에 발매되었다. 또한 상업적으로 크게 성공한 데뷔 싱글인 ‘Drivers License’의 다음 싱글이다. ‘deja vu’는 애절함에 관해 노래하였으며, 음악적으로 얼터너티브가 섞인 인디 팝과 사이키델릭 노래로 분류된다.

## 배경 및 홍보
올리비아 로드리고는 인터스코프 레코드와 자회사인 게펀 레코드와 2021년에 첫 익스텐디드 플레이를 발매하는 것을 조건으로 계약하였다. 이후 프로듀서 대니얼 니그로와 함께 만든 노래인 ‘drivers license’를 2021년 1월에 데뷔 싱글로 발매하여, 상업적으로 큰 성공을 거두었다. 빌보드에서는 빌보드 핫 100 역사상 가장 격차가 컸던 히트곡 중 하나라고 언급하였다.
로드리고는 2021년 3월 말부터 새로운 싱글에 대한 정보를 인스타그램 계정에 올리는 등 소셜 미디어 계정에 올렸다. 이후 2021년 3월 29일, ‘deja vu’라는 이름의 노래가 4월 1일에 발매될 것이라고 언급하였고, 이것이 만우절 장난이 아니라고 말하였다. 그와 동시에 로드리고는 노래의 표지를 공개하였다. MTV 뉴스와의 인터뷰에서 로드리고는 이 노래가 "‘drivers license’와는 전혀 다르다"고 말하였으며, 노래를 들을 사람들이 자신의 예술성에 대해 보는 것에 흥분감과 긴장감을 동시에 주고 있다고 하였다.

## 작곡 및 작사
‘deja vu’에서 로드리고는 현재 다른 관계를 이어가고 있는 과거의 연인을 만나 캘리포니아 해안으로 차를 몰고 올라가서 딸기 아이스크림을 먹고, 글리의 재방송을 보며, 빌리 조엘의 노래 ‘Uptown Girl’을 듣는 등 이전에 같이 하였던 일을 회상한다는 이야기를 가지고 있다.

## 평가
피치포크의 퀸 모어랜드는 ‘deja vu’로 로드리고가 "팝 음악의 차세대 중요 인물"임을 증명하고, 노래의 "즐겁게 앙증맞은" 연출 부분을 칭찬하였으며, 대담하면서, 달콤하지만 쓸쓸한 카타르시스가 들어가있다고 언급하였다.

## 뮤직 비디오
‘deja vu’가 발매되기 전에, 로드리고는 유튜브와 MTV에 뮤직 비디오를 최초로 공개하였다. 로드리고는 뮤직 비디오를 말리부에서 촬영하였다고 언급하였다. 알리 아비탈이 뮤직 비디오를 감독하였으며, 탈리아 라이더가 카메오 출연하였다.

## 참여진
크레딧은 타이달에서 발췌하였다.
- 올리비아 로드리고 – 리드 보컬, 작사 및 작곡
- 댄 니그로 – 작사 및 작곡, 프로듀싱, 녹음
- 랜디 메릴 – 마스터링
- 미치 매카시 – 믹싱

## 발매 일정
| 지역   | 날짜           | 포맷                     | 레이블     | 출처          |
| ------ | -------------- | ------------------------ | ---------- | ------------- |
| 전세계 | 2021년 4월 1일 | 디지털 다운로드 스트리밍 | 게펀       | [ 17 ] [ 18 ] |
| 미국   | 2021년 4월 6일 | 컨템포러리 히트 라디오   | 인터스코프 | [ 19 ]        |